# جورجيا (ولاية أمريكية)
جورجيا (بالإنجليزية: Georgia)‏ هي ولاية في جنوب شرق الولايات المتحدة. أسست كمستعمرة بريطانية في 1733، وكانت آخر ما تأسس من المستعمرات الثلاثة عشر الأصلية. سميت على جورج الثاني ملك بريطانيا العظمى،  غطت مقاطعة جورجيا المنطقة من ولاية كارولينا الجنوبية وصولا إلى فلوريدا الإسبانية وفرنسا الجديدة على طول حدود لا لويزيان، المتاخمة للغرب باتجاه نهر مسيسيبي. كانت جورجيا رابع ولاية تصادق على دستور الولايات المتحدة، وذلك في 2 يناير 1788. في الفترة بين عامي 1802-1804، انقسمت جورجيا الغربية إلى إقليم مسيسيبي، والتي انقسمت لاحقا لتشكل ولاية ألاباما مع جزء من منطقة غرب فلوريدا السابقة في عام 1819. أعلنت جورجيا انفصالها عن الاتحاد في 19 يناير 1861، وكانت إحدى ولايات الكونفدرالية الأصلية السبع. كانت آخر ولاية تتم إعادتها إلى الاتحاد في 15 يوليو 1870. ترتيب جورجيا هو الرابع والعشرين من حيث المساحة والثامن من حيث السكان بين الولايات الأمريكية الخمسين. في الفترة من 2007 إلى 2008، احتلت 14 مقاطعة من مقاطعات جورجيا مراتب بين أسرع مائة مقاطعة نموا في البلاد، ليكون ترتيبها الثاني بعد ولاية تكساس. عرفت جورجيا بلقب ولاية الخوخ وإمبراطورية الجنوب. عاصمة الولاية هي مدينة أتلانتا وهي أكبر مدنها، وقد سميت مدينة عالمية.
وتحدها من الجنوب ولاية فلوريدا، والمحيط الأطلسي وكارولينا الجنوبية إلى الشرق، وولاية ألاباما إلى الغرب، تينيسي وكارولينا الشمالية إلى الشمال. تقع جبال بلو ريدج في الجزء الشمالي من الولاية، وهي جزء من جبال الأبالاش. وتمتد هضبة بيدمونت من وسط الولاية من سفوح جبل بلو ريدج إلى خط الشلالات، حيث تنتهي الأنهار في على السهل الساحلي في الجزء الجنوبي للولاية. أعلى نقطة في جورجيا هي براستاون بالد بارتفاع 4,784 قدم (1,458 متر) فوق مستوى سطح البحر. وأدنى نقطة هي المحيط الأطلسي. جورجيا هي أكبر ولاية في شرق نهر المسيسيبي من حيث مساحة اليابسة.

## الاقتصاد
بلغ إجمالي الناتج المحلي لولاية جورجيا في عام 2018 حوالي 602 مليار دولار. حافظت ولاية جورجيا لسنوات عديدة على أعلى تصنيف ائتماني من قبل شركة ستاندرد آند بورز، وهو تصنيف AAA، وهي واحدة من 15 ولاية فقط حصلت على هذا التصنيف. ذكرت بيانات عام 2005 بأنه لو كانت ولاية جورجيا دولة مستقلة، لكانت ستحتل المرتبة 28 من حيث أكبر اقتصاد في العالم.
- إجمالي القوى العاملة لعام 2021 هو 4,034,309
- إجمالي المنشآت العاملة لعام 2021 هو 253,729[11]

توجد 16 شركة مدرجة في قائمة فورتشين 500 و26 شركة مدرجة في قائمة فورتشين 1000، يقع مقرها الرئيسي في جورجيا، ومن ضمنها هوم ديبوت، ويو بّي إس، وكوكا كولا، وتي إس واي إس، وخطوط دلتا الجوية، وأفلاك، وشركة ساوزرن، وأنثيم.
تُعد مدينة أتلانتا موطنًا لأكثر مطار مزدحم في العالم من حيث حركة المسافرين وحركة الطائرات على حدٍ سواء؛ ويعتبر ميناء سافانا رابع أكبر ميناء بحري وأسرع موانئ الحاويات نموًا في أمريكا الشمالية، فيستورد ويصدر ما مجموعه 2.3 مليون حاوية نمطية مكافئة سنويًا.
لا يقتصر تأثير أتلانتا على ولاية جورجيا فحسب، بل يمتد ليشمل منطقة الجنوب الشرقي بأكملها والولايات المتحدة الأمريكية على نطاق أوسع. شهدت المدينة نموًا ملحوظًا في القطاعات المالية، والتأمين، والتكنولوجيا، والتصنيع، والعقارات، والخدمات، والخدمات اللوجستية، والنقل، والأفلام، والاتصالات، ومؤتمرات الأعمال والمعارض التجارية، إلى جانب قطاع السياحة الذي يُعد ركيزة أساسية للاقتصاد المحلي. تُعد أتلانتا مدينة عالمية، وتسمى أيضًا المدينة العالمية أو في بعض الأحيان مدينة رئيسية أو المركز العالمي، وذلك نظرًا لأهميتها البالغة ودورها المحوري في النظام الاقتصادي العالمي.
تربعت ولاية جورجيا الأمريكية على عرش أفضل ولاية لممارسة الأعمال التجارية على مدى السنوات الخمسة الماضية وحتى نوفمبر 2017، حصدت الولاية المرتبة الأولى على مستوى البلاد في مناخي الأعمال والعمل، والمرتبة الأولى في مناخ الأعمال على المستوى الوطني، والمرتبة الأولى في تدريب القوى العاملة وامتلاكها وكالة التنمية الاقتصادية الحكومية «الأفضل في فئتها».
كان متوسط الدخل السنوي للفرد في جورجيا يتراوح بين 50 ألف دولار و59,999 دولارًا في عام 2016، وذلك مع تعديل التضخم لعام 2016. بلغ متوسط الدخل السنوي للولايات المتحدة للأمة بأكملها 57,617 دولارًا، ويقع هذا ضمن نطاق متوسط الدخل السنوي لجورجيا.
أدرجت دراسة أجريت في عام 2024 جورجيا ضمن أفضل 20 ولاية من حيث تكلفة المعيشة المعقولة.

### الصناعات
هناك قطاع نسيج قائم حول مدن روما وكولومبوس وأوغستا وماكون وعلى طول ممر الطريق السريع I-75 الذي يربط بين أتلانتا وتشاتانوغا بولاية تينيسي، وذلك على الرغم من انتقال العديد من وظائف النسيج إلى الخارج. بدأت هذه الصناعة تاريخيًا على طول خط السقوط في منطقة بيدمونت، حيث زُوِّدَت المصانع بالطاقة عن طريق الشلالات والأنهار، وتشمل هذه المنطقة مدن كارترزفيل، وكالهون، ورينغولد ودالتون.
بدأت شركة كيا الكورية الجنوبية لصناعة السيارات الإنتاج في جورجيا في نوفمبر 2009. يقع أول مصنع لشركة كيا أُنشِئَ في الولايات المتحدة، وهو مصنع كيا موتورز بجورجيا، في ويست بوينت. تخطط شركة ريفيان، وهي شركة تصنيع سيارات كهربائية، لبدء الإنتاج في منشأة لها في سوشال سيركل في عام 2024.
تشمل المنتجات الصناعية المنسوجات والملابس، ومعدات النقل، وتجهيز الأغذية، والمنتجات الورقية، والمواد الكيميائية والمنتجات والمعدات الكهربائية.

#### الزراعة
تنتج المزارع الممتدة على مساحات واسعة الفول السوداني، والذرة، وفول الصويا في جميع أنحاء وسط وجنوب جورجيا. تُعد الولاية المنتج الأول للبقان في العالم، وذلك بفضل عالمة الزراعة نعومي تشابمان وودروف فيما يتعلق بتربية الفول السوداني، إذ تعد المنطقة المحيطة بألباني في جنوب غرب جورجيا مركزًا لإنتاج البقان في الولاية، وتوصف غينزفيل في شمال شرق جورجيا بأنها عاصمة الدواجن في العالم. تعد جورجيا من بين أكبر خمسة منتجين للتوت البري في الولايات المتحدة.

#### الفنون

##### الأفلام
يروج مكتب جورجيا للسينما والموسيقى والترفيه الرقمي لتصوير الأفلام في الولاية. صوِّر أكثر من 800 فيلم و1500 برنامج تلفزيوني في جورجيا منذ عام 1972. تفوقت جورجيا على كاليفورنيا في عام 2016 باعتبارها الولاية التي تستضيف أكبر عدد من الأفلام الروائية المنتجة في الموقع؛ وكان للإنتاج السينمائي والتلفزيوني في جورجيا في السنة المالية 2017 تأثيرًا اقتصاديًا قدره 9.5 مليار دولار. أُطلق على أتلانتا اسم «هوليوود الجنوب»، وصوِّر فيها العديد من البرامج التلفزيونية مثل أشياء غريبة، والموتى السائرون، ويوميات مصاص دماء. أما الأفلام، فصوِّر فيها فيلم الركّاب، وفورست غامب، وعدوى، وشخصيات مخفية، وسولي، وبيبي درايفر، ومباريات الجوع: ألسنة اللهب، وكابتن أمريكا: الحرب الأهلية، والنمر الأسود، والطيور الجارحة، وغيرها الكثير من التي صوِّرَت في جميع أنحاء جورجيا.
أفلام تدور أحداثها في جورجيا
فاز فيلمان، تدور أحداثهما في أتلانتا، بجائزة الأوسكار لأفضل فيلم، وهما ذهب مع الريح (1939) وتوصيل الآنسة ديزي (1989). تشمل الأفلام الأخرى التي تدور أحداثها في جورجيا الخلاص (1972)، وتوجيه الوالدين (2012)، وإجازة (2015).

##### الأدب
تصارع المؤلفون مع تاريخ جورجيا المعقد، وتشمل الروايات المشهورة المتعلقة بهذا الأمر رواية ذهب مع الريح لمارجريت ميتشل، والشجرة الباردة الوقحة لأوليف آن بورنس، واللون الأرجواني لأليس والكر.
عاش عدد من المؤلفين والشعراء والكتاب المسرحيين المشهورين في جورجيا مثل جيمس ديكي، وفلانيري أوكونور، وسيدني لانيير، وفرانك يربي، ولويس غريزارد.

##### الموسيقى
هناك عدد من الموسيقيين البارزين في مختلف أنواع الموسيقى الشعبية من جورجيا، ومن بينهم ري تشارلز (ومن أغانيه العديدة الشهيرة «جورجيا في فكري»، وهي الآن الأغنية الرسمية للولاية)، وغلاديس نايت، المعروفة بأغنيتها التي تحمل طابع جورجيا «قطار ليلي إلى جورجيا».
تشمل فرق الروك من جورجيا فرقة أتلانتا ريذم سيكشن، وبلاك كروز، وذي ألمان برزرز.
أثارت مدينة أثينا في ولاية جورجيا مشهد موسيقى الروك المؤثر في ثمانينات وتسعينات القرن العشرين؛ ومن بين الفرق التي حققت شهرتها الأولية هناك كانت فرقة آر.إي.أم، وويسبرد بانيك، وذا بي-52إس.
شهدت مدينة أتلانتا بروز العديد من فناني الهيب هوب والآر أند بي الذين حققوا مبيعات كبيرة منذ تسعينات القرن العشرين، ومن بينهم أوتكاست، وأشر، ولوداكريس، وتي إل سي، وبي أو بي، وسيارا. تحتفي العديد من أغاني هؤلاء الفنانين بمدينة أتلانتا، مثل إشارة أشر إلى مدينته «إيه-تاون داون» في أغنيته الناجحة عام 2004 بعنوان «يياه!» (Yeah!) (والتي يشارك فيها أيضًا فناني أتلانتا ليل جون ولوداكريس)، و«مرحبًا بكم في أتلانتا» للوداكريس، وألبوم أوتكاست بعنوان «إيه تي لينز» (ATLiens)، وإشارات بي أو بي المتعددة إلى مدينة ديكاتور بجورجيا في أغنيته الناجحة بعنوان «سترينج كلاودس».

##### الطاقة
يعد توليد الكهرباء واستهلاكها في جورجيا من أعلى المعدلات في الولايات المتحدة، ويمثل الغاز الطبيعي الوقود الأساسي لتوليد الكهرباء، ويليه الفحم. تمتلك الولاية أيضًا منشأتين للطاقة النووية، بلانت هاتش وبلانت فوجلي، اللتين تساهمان بحوالي ربع توليد الكهرباء في جورجيا، وذلك بالإضافة إلى مفاعلين نوويين إضافيين قيد الإنشاء في محطة فوجتل منذ عام 2022. كان مزيج إنتاج الكهرباء موزعًا على النحو التالي في عام 2013: 39% غاز طبيعي، 35% فحم، 23% طاقة نووية، 3% طاقة مائية ومصادر متجددة أخرى. يُعد القطاع الصناعي المحرك الرئيسي لاستهلاك الطاقة في جورجيا، وذلك لأن الولاية «رائدة في صناعة منتجات الخشب والورق كثيفة الاستهلاك للطاقة».
أصبحت الطاقة المولدة من الطاقة الشمسية أكثر استخدامًا مع مولدات الطاقة الشمسية المثبتة حاليًا لتحتل جورجيا المرتبة 15 في البلاد من حيث القدرة الشمسية المثبتة. استُثمِرَ 189 مليون دولار في عام 2013 في جورجيا لتركيب الطاقة الشمسية للاستخدام المنزلي والتجاري والمرافق، مما يمثل زيادة بنسبة 795% عن العام السابق.

## اقرأ أيضًا
- علم جورجيا (الولايات المتحدة)
- جون ويزلي بلاسينجيم